# マルディグラ・イン・ニューオーリンズ
「マルディグラ・イン・ニューオーリンズ」（別名：「ゴー・トゥ・ザ・マルディグラ」；Mardi Gras In New Orleans、Go To The Mardi Gras）はニューオーリンズのR&Bシンガー、ピアニスト、プロフェッサー・ロングヘアが作詞作曲し、レコーディングした楽曲である。彼のデビュー曲としてスター・タレント・レコードから1949年にシングル・リリースとなった。
ルンバ・ビートにロングヘアの口笛が鳴り響く陽気な雰囲気を持ったこの曲は、ニューオーリンズの祭典、マルディグラ祭りで最も人気のある曲のひとつとして知られている。

## 概要
1949年11月3日、ロングヘアはこの曲を含む4曲をスター・タレント・レコードにレコーディングした。同年、「マルディグラ・イン・ニューオーリンズ」は彼のデビュー・シングル（78回転盤SP）としてリリースとなった。名義は「プロフェッサー・ロングヘア&ザ・シャッフリング・ハンガリアンズ」であった。B面には同じセッションでレコーディングされた「Professor Longhair's Boogie」が収録されている。

## 歌詞
歌詞では、ニューオーリンズに行くならばマルディグラのお祭り見なければと歌う。そして、セント・クロード・アヴェニューとデュメイン・ストリートの交差点にいけばズールー・キングを見ることができるとする。この曲がレコーディングされた当時、ズールーのフロートは一つしかなく進行ルートも決まっていなかったが、この交差点はしばしば通り地点だったという。

## プロフェッサー・ロングヘアのレコーディング
ロングヘアは、最初のバージョンを1949年にスター・タレントからリリース。1949年12月のセッションでもこの曲を収録し、こちらは1950年2月にアトランティック・レコードからリリースとなった（Atlantic 897)。名義は「プロフェッサー・ロングヘア・アンド・ヒズ・ニューオーリンズ・ボーイズ」となっている。
広く知られているのは1959年録音のロン・レコードのシングルのバージョンで、これは「Go To The Mardi Gras」のタイトルでのリリースである。スター・タレント盤、アトランティック盤がともにソングライターとしてロングヘアの法的な名前「R. Byrd」をクレジットしているのに対し、ロン盤では「R. Byrd」に加えて共作者として「T. Terry」という名前が記載されている。
1974年のアルバム『Rock 'N' Roll Gumbo』のCD盤（1985年リリース、ダンシング・キャット・レコード）、1991年リリースの『Mardi Gras In Baton Rouge』（ライノ・レコード）にも別のレコーディングが収録されている。
この他、『Live On The Queen Mary』（1978年）、『Live In Germany』（1992年）など各種ライヴ音源にもこの曲が収録されているものが複数存在する。

## 参加ミュージシャン

### Star Talent 808盤
1949年11月3日、ニューオーリンズ録音
- プロフェッサー・ロングヘア Professor Longhair - ボーカル、ピアノ、口笛
- ロバート・パーカー Robert Parker - アルト・サクソフォーン
- アル・ミラー Al Miller - ドラムス
- トランペット、ベース

### Atlantic 897盤
1949年12月、ニューオーリンズ録音
- プロフェッサー・ロングヘア Professor Longhair - ボーカル、ピアノ、口笛
- ロバート・パーカー Robert Parker - アルト・サクソフォーン
- チャールズ・バーバンク Charles Burbank - テナー・サクソフォーン
- ジョン・ブードロー John Boudreaux - ドラムス
- ベース

### Ron 329盤
1959年、ニューオーリンズ録音
- プロフェッサー・ロングヘア Professor Longhair - ボーカル、ピアノ、口笛
- エディ・ハインズ Eddie Hines - トランペット
- ロバート・パーカー Robert Parker - テナー・サクソフォーン
- ジャスティン・アダムズ Justin Adams - ギター
- マック・レベナック - ギター
- ジョー・"スモーキー"・ジョンソン Joe "Smokey" Johnson - ドラムス
- ベース

## 主なカバー・バージョン
| 年     | アーティスト名                 | 収録アルバム                                            |
| ------ | ------------------------------ | ------------------------------------------------------- |
| 1953年 | ファッツ・ドミノ               | ※シングル・リリース                                     |
| 1970年 | ギター・ジュニア               | 『Broke an' Hungry』                                    |
| 1993年 | BO GUMBOS                      | 『Hot Hot Gumbo '93 - At Roppongi Pit Inn』（ビデオ）   |
| 1996年 | シャーメイン・ネヴィル         | 『Charmaine Neville Live at Bourbon Street Music Club』 |
| 1997年 | ニュー・バース・ブラス・バンド | 『D-Boy』                                               |
| 2007年 | ハリー・コニック・ジュニア     | 『Chanson du vieux carré』                              |